# Vladyslav Klymenko
Vladyslav Serhijovyč Klymenko (in ucraino Владислав Сергійович Клименко?; Odessa, 19 giugno 1994) è un calciatore ucraino, centrocampista del Karpaty L'viv.

## Caratteristiche tecniche
È un centrocampista esterno.

## Carriera
Ha sempre giocato nel campionato ucraino.